# Grandlup-et-Fay

Grandlup-et-Fay este o comună în departamentul Aisne din nordul Franței. În 1 ianuarie 2022 avea o populație de 271 de locuitori.